# Najwyższy Porządek
Najwyższy Porządek (ang. First Order) – fikcyjna organizacja militarna ze świata Gwiezdnych wojen, powstała po upadku Imperium.
Posiadała armię, na którą składała się flota myśliwców TIE, jednostki uderzeniowe (szturmowcy) i wyspecjalizowani żołnierze, typu Flametrooper. Placówką wojskową, a jednocześnie ostateczną bronią Najwyższego Porządku była przekształcona w superbroń lodowa planeta – Baza Starkiller. Zdolna była pobierać energię z pobliskiej gwiazdy, by zamienić ją w nadświetlne pociski, zdolne zniszczyć cały układ planetarny.
Na czele organizacji, stał potężny użytkownik Ciemnej Strony Mocy – Snoke, który posiadał własną gwardię oraz ucznia – Bena Solo, znanego jako Kylo Ren. Innymi ważnymi osobami w Najwyższym Porządku, byli Armitage Hux – generał i dowódca Bazy Starkiller oraz Kapitan Phasma, która dowodziła jednostkami uderzeniowymi.

## Historia
Po wydarzeniach ukazanych w Powrocie Jedi (klęska nad Endorem, śmierć Imperatora Palpatine’a) Imperium Galaktyczne zostało rozbite, a Rebelia szybko przeorganizowana została w Nową Republikę. Po roku bitew i uwalniania kolejnych planet spod rąk dawnego reżimu doszło do finałowej konfrontacji na pustynnej planecie Jakku, gdzie Imperium zostało ostatecznie pokonane i zmuszone do wycofania w Nieznane Regiony. Pomiędzy 5 ABY a 34 ABY z resztek dawnego Imperium powstała wzorowana na nim organizacja – Najwyższy Porządek. Finansowana potajemnie przez zwolenników dawnego ładu powoli budowała swoją potęgę, wciąż jednak nie stanowiąc w oczach Nowej Republiki żadnego zagrożenia. Zaniepokojona brakiem reakcji ze strony Rządu Leia Organa powołała do życia niezależną organizację militarną Ruch Oporu, aby bez udziału Republiki walczyć z Najwyższym Porządkiem.
W roku 34 ABY za pomocą Bazy Starkiller zniszczona została stolica Rządu, wraz z większością floty i innymi planetami układu Hosnian. Ruch Oporu zmobilizował jednak swoje siły i wraz z Hanem Solo oraz Chewbaką udało się ją wysadzić.